# Batyskaf (zespół muzyczny)
Batyskaf – polski zespół nawiązujący w swej stylistyce do takich gatunków jak jazz, rock, yass czy muzyka klubowa. Zadebiutował koncertowo w 2004 roku w trakcie Przystanku Olecko, występując wówczas w składzie Szymon Tarkowski na gitarze basowej, Maciej Bielawski na saksofonie, Maciej Śnieżyński na gitarze oraz Filip Gałązka na perkusji. Z powodów technicznych (muzycy mieszkali w różnych miastach) skład zmieniał się, ostatecznie funkcję gitarzysty przejął Krzysztof Nowicki a perkusisty Piotr Koźbielski. W tym zestawie zespół zarejestrował dwie kompozycje, które ukazały się na składance WUJek, ukazującej formacje związane z organizowanym corocznie w Warszawie Festiwalem WUJek.
Jesienią 2007 roku zespół wznowił działalność po dwuletniej przerwie w nowym składzie: Szymon Tarkowski - gitara basowa, Maciej Bielawski - saksofon, Grzegodz Śluz (znany z zespołu Pustki) - perkusja.